# Ulica Floriana Straszewskiego w Krakowie
Ulica Floriana Straszewskiego – ulica w Krakowie położona w dzielnicy I Stare Miasto pomiędzy Starym Miastem a Nowym Światem.
Jest częścią I obwodnicy miasta. W przeszłości stanowiła fragment drogi podmurnej, biegnącej po zewnętrznej stronie murów obronnych. Obecna nazwa została nadana w drugiej połowie XIX w.
Zabudowa ulicy (m.in. gmach Filharmonii Krakowskiej, którego fasada znajduje się od strony ul. Straszewskiego) pochodzi z 2. połowy XIX i 1. połowy XX wieku. Po wschodniej stronie do ulicy znajdują się Planty. Odcinkiem między ulicami Józefa Piłsudskiego i Franciszkańską przebiega torowisko tramwajowe.

## Budynki
- ul. Straszewskiego 1 – Pałac Straszewskich, proj. Tadeusz Stryjeński, 1885. Pałac był własnością filozofa i historyka filozofii, profesora Uniwersytetu Jagiellońskiego, Maurycego Straszewskiego. Prezentuje styl neorenesansowy[1][2].
- ul. Straszewskiego 4 – kamienica, 1890–1900.
- ul. Straszewskiego 5 – kamienica, proj. Alfred Kramarski, 1909.
- ul. Straszewskiego 7 – kamienica, 1893.
- ul. Straszewskiego 8 – kamienica, 1899.
- ul. Straszewskiego 13 (pl. Na Groblach 9-11) – budynek I Liceum Ogólnokształcące im. Bartłomieja Nowodworskiego. Proj. Józef Sare 1896.
- ul. Straszewskiego 14–16 – Dwór Potockich (Biały Dworek), niewielki budynek z parterowymi oficynami. Główny korpus dworku został wzniesiony w 1835 r. według projektu Ignacego Hercoka. Dwie oficyny zbudował w 1836 r. Wilhelm Hofbauer. W ten sposób został ukształtowany niewielki zespół dworski, składający się z samego dworu i dwóch oficyn po bokach. Była to jedna z pierwszych budowli „z cyklu” wznoszonych w XIX-wiecznym Krakowie rezydencji związanych kompozycyjnie z Plantami. Podobnie jak i w innych przypadkach, również dworek Potockich sąsiadował bezpośrednio z jednym z „ogrodów” plantowych. Na jego zapleczu znajdował się niewielki park. Zmiany własnościowe oraz przemiany najbliższego otoczenia budynku spowodowały, że utracił on wiele z pierwotnego założenia. Po II wojnie światowej mieściła się w nim m.in. Naczelna Organizacja Techniczna, a jedną z oficyn zajmowało przedszkole[3].
- ul. Straszewskiego 17 (ul. Zwierzyniecka 2) – Hotel Radisson Blu, w miejscu tym do lat 70. XX wieku stał budynek drukarni Anczyca.
- ul. Straszewskiego 18–18a (ul. Zwierzyniecka 1) – budynek Filharmonii im. Karola Szymanowskiego.
- ul. Straszewskiego 20 – Pałac Czarkowskich w Krakowie zabytkowy pałac z 1878 r. zaprojektowany przez Maksymiliana Nitscha, dawny tzw. pałac Ślubów (Urząd Stanu Cywilnego).
- ul. Straszewskiego 21–22 – budynki Akademii Sztuk Teatralnych im. Stanisława Wyspiańskiego (uprzednio: Państwowa Wyższa Szkoła Teatralna im. Ludwika Solskiego), publiczna szkoła wyższa założona w 1946, kształcąca przyszłych aktorów i reżyserów.
- ul. Straszewskiego 27 – kamienica podarowana przez Eleonorę z Hussarzewskich Polskiej Akademii Umiejętności. Proj. Józef Pakies, 1897.
- ul. Straszewskiego 28 – budynek dawnego Krakowskiego Towarzystwa Technicznego (Dom Technika), potem NOT-u. Proj. Sławomir Odrzywolski, 1906.
- ul. Straszewskiego 29 (ul. Kapucyńska 2) – budynek dawnej Akademii Handlowej. Proj. Jan Zawiejski, 1904.

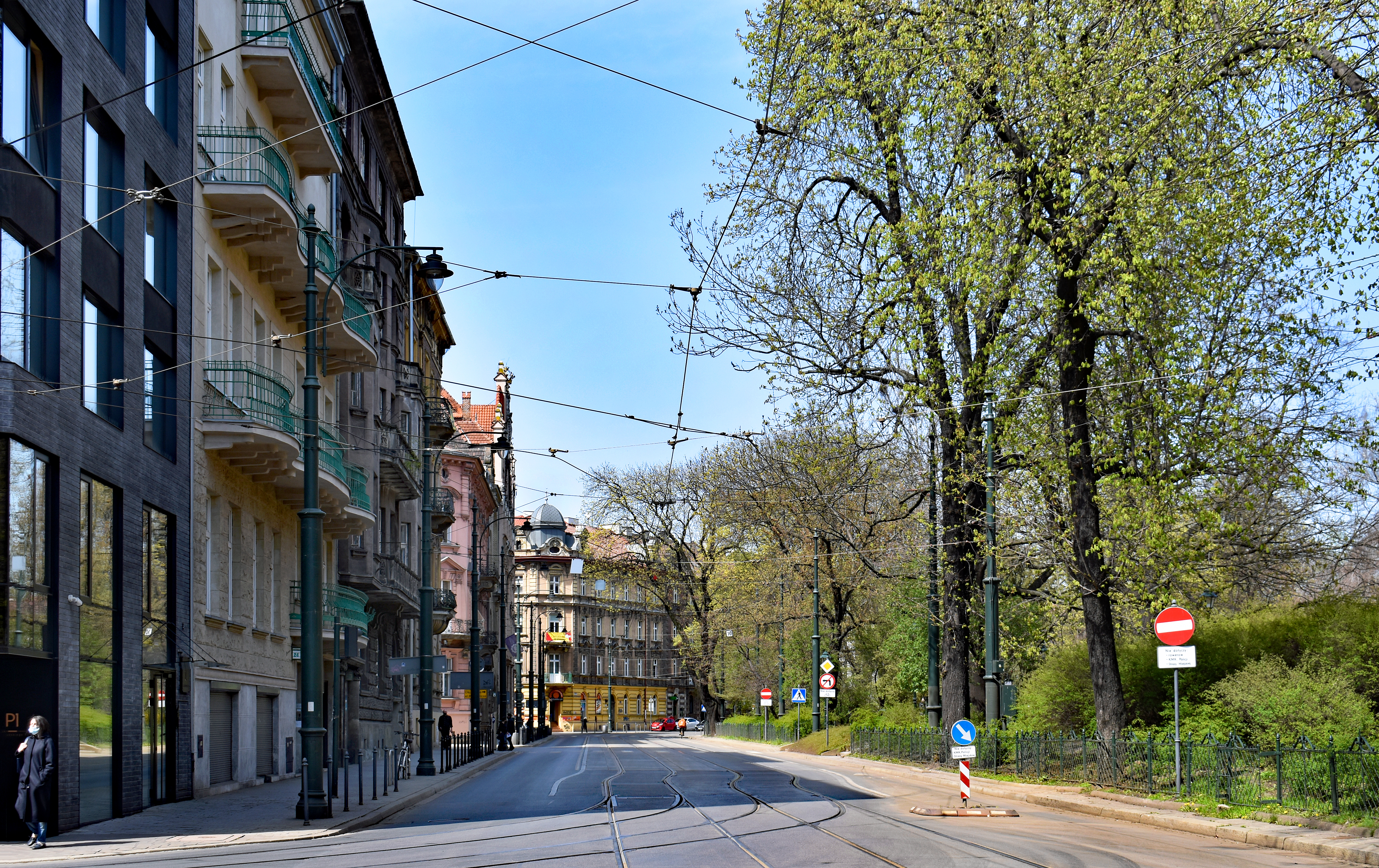
Widok ze skrzyżowania z ul. Piłsudskiego na północ.
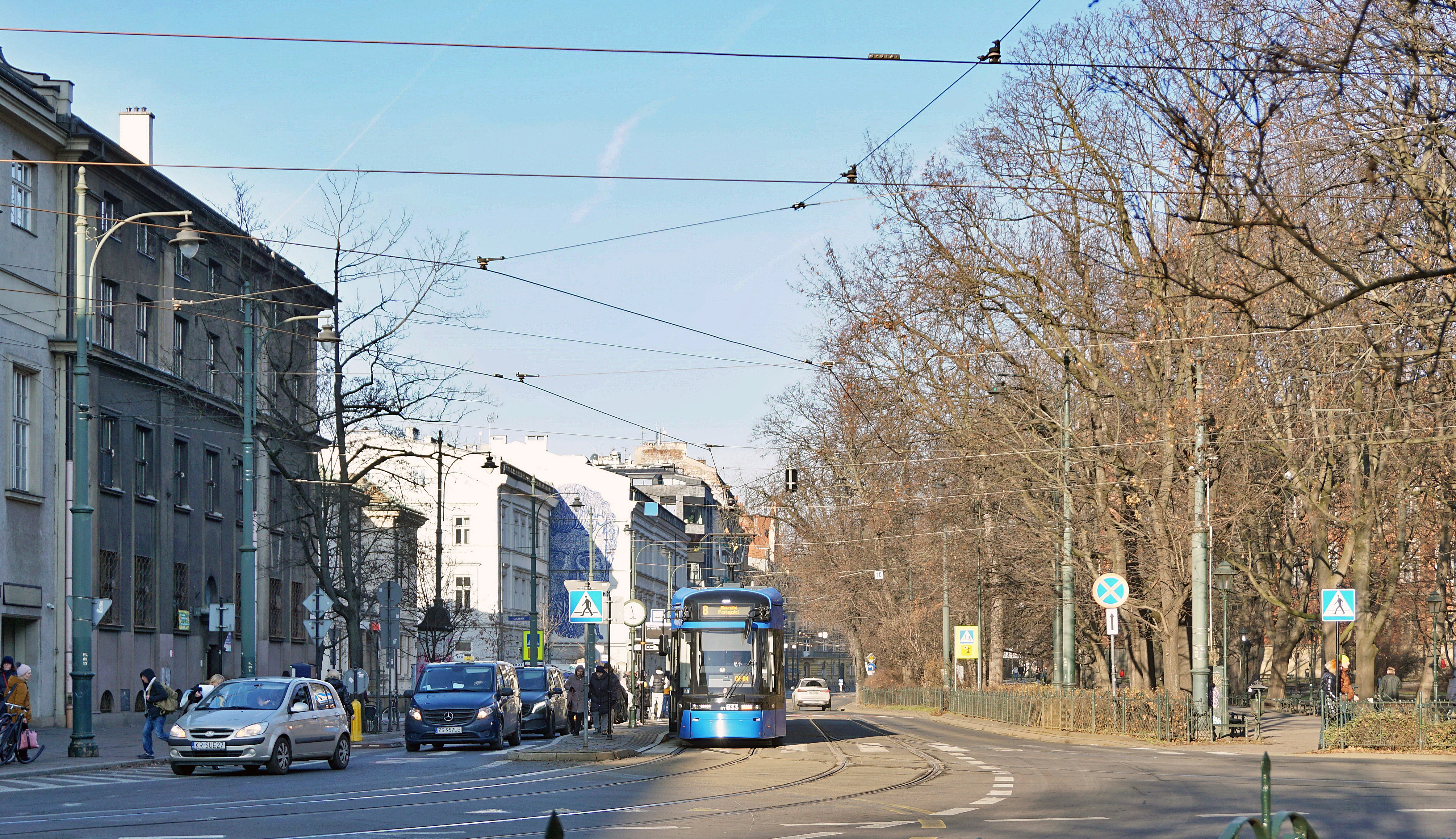
Widok ze skrzyżowania z ul. Franciszkańską na północ.
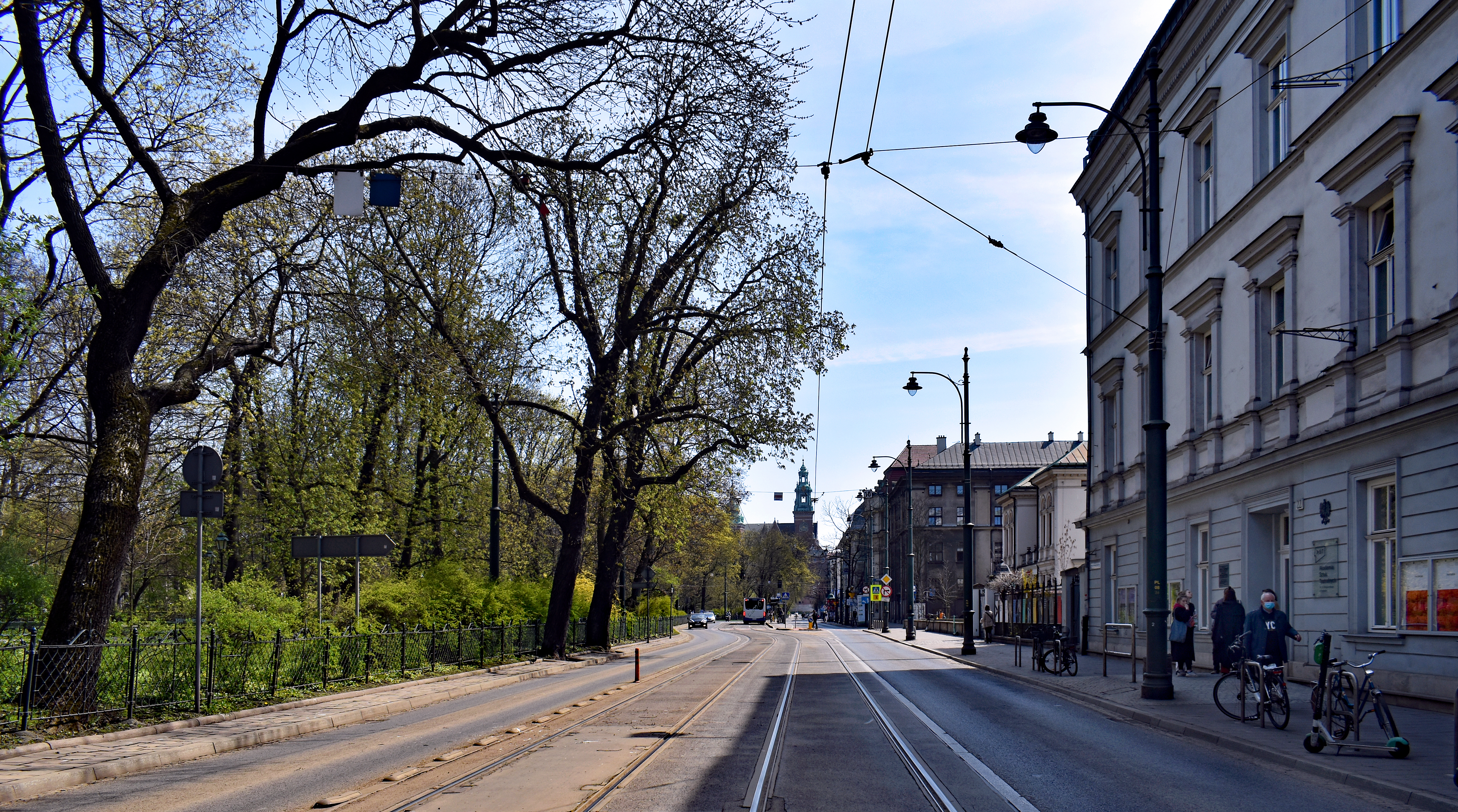
... i na południe.

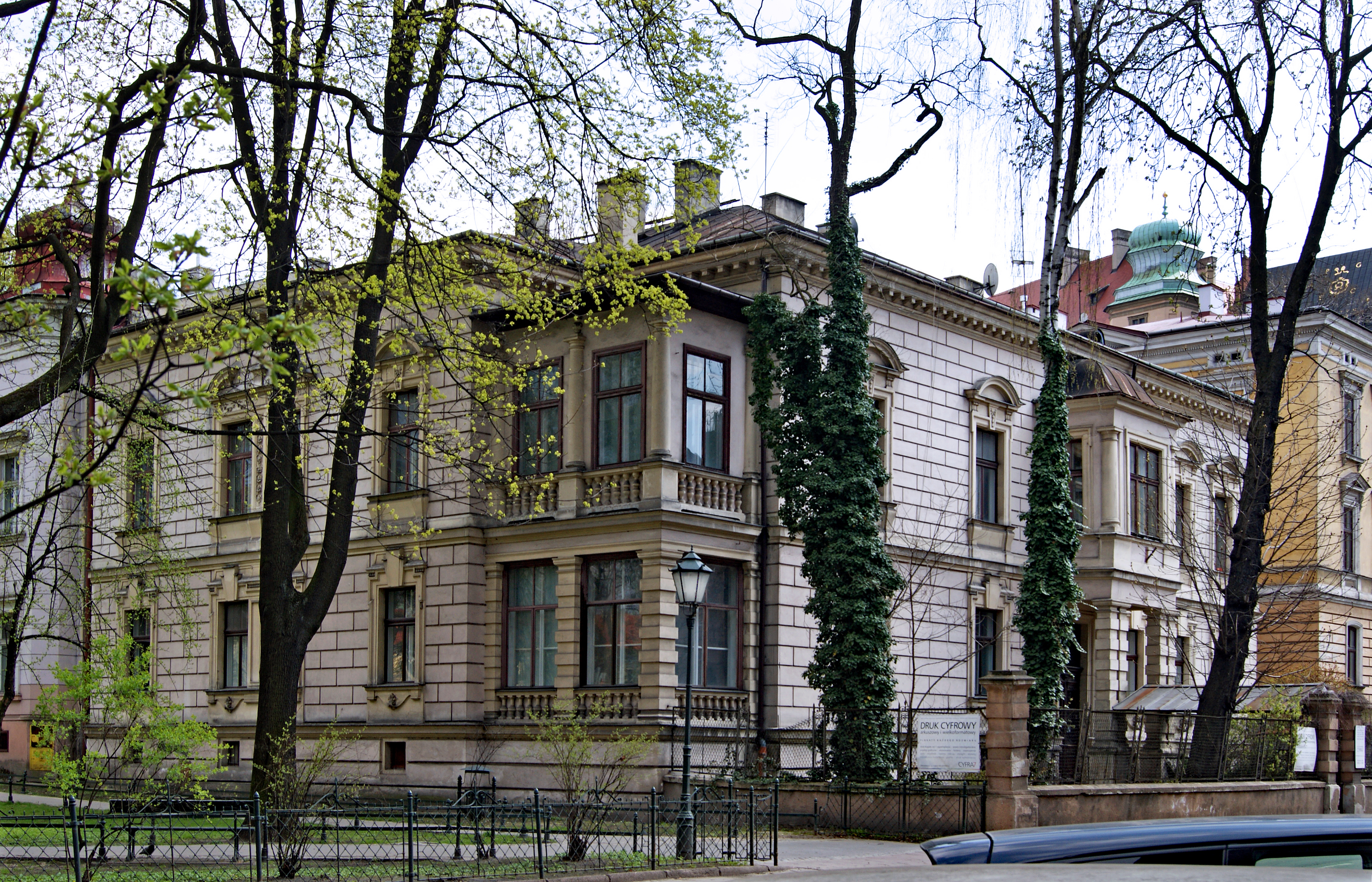
ul. Straszewskiego 1 Pałac Straszewskich
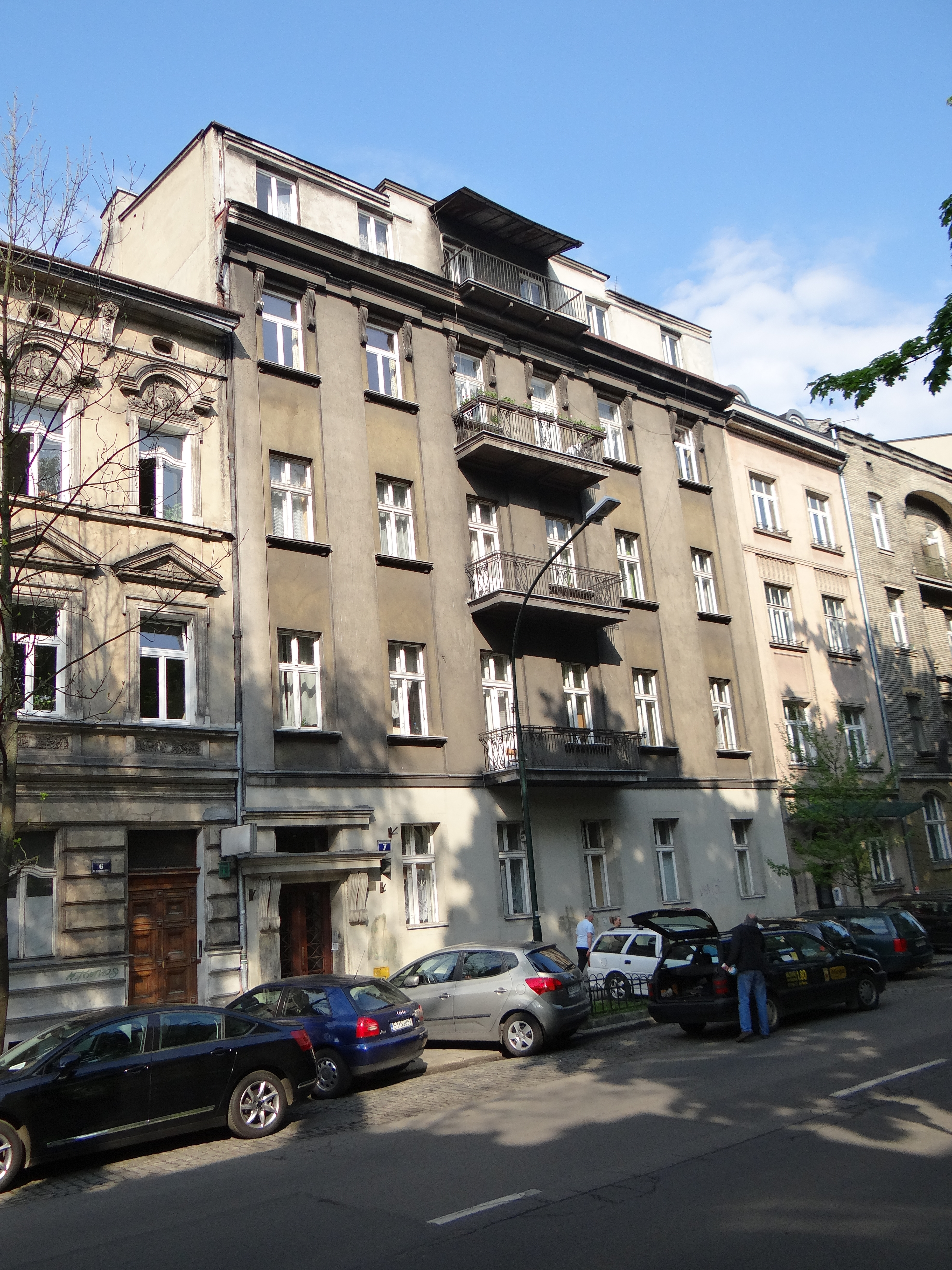
ul. Straszewskiego 7 Kamienica
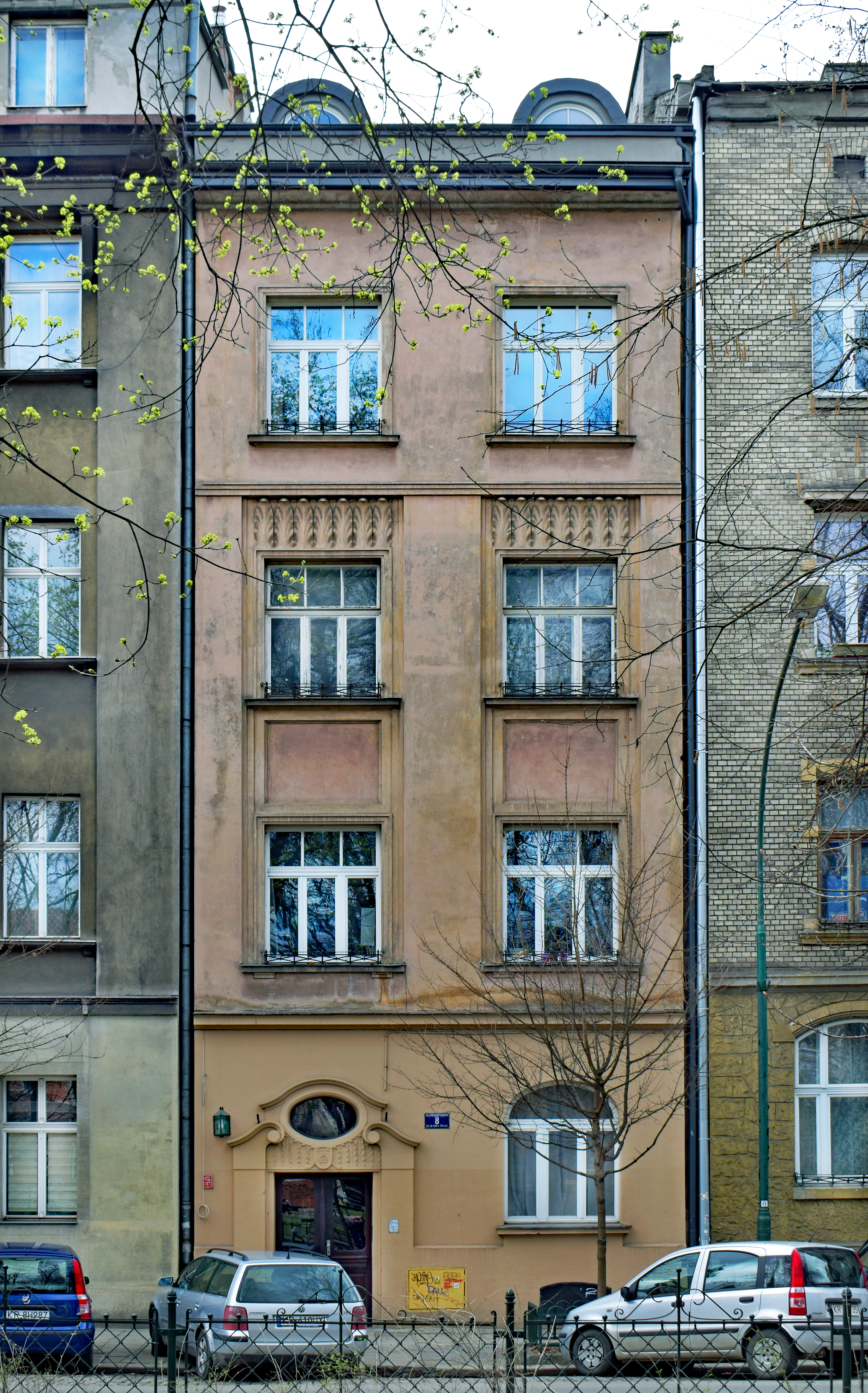
ul. Straszewskiego 8 Kamienica
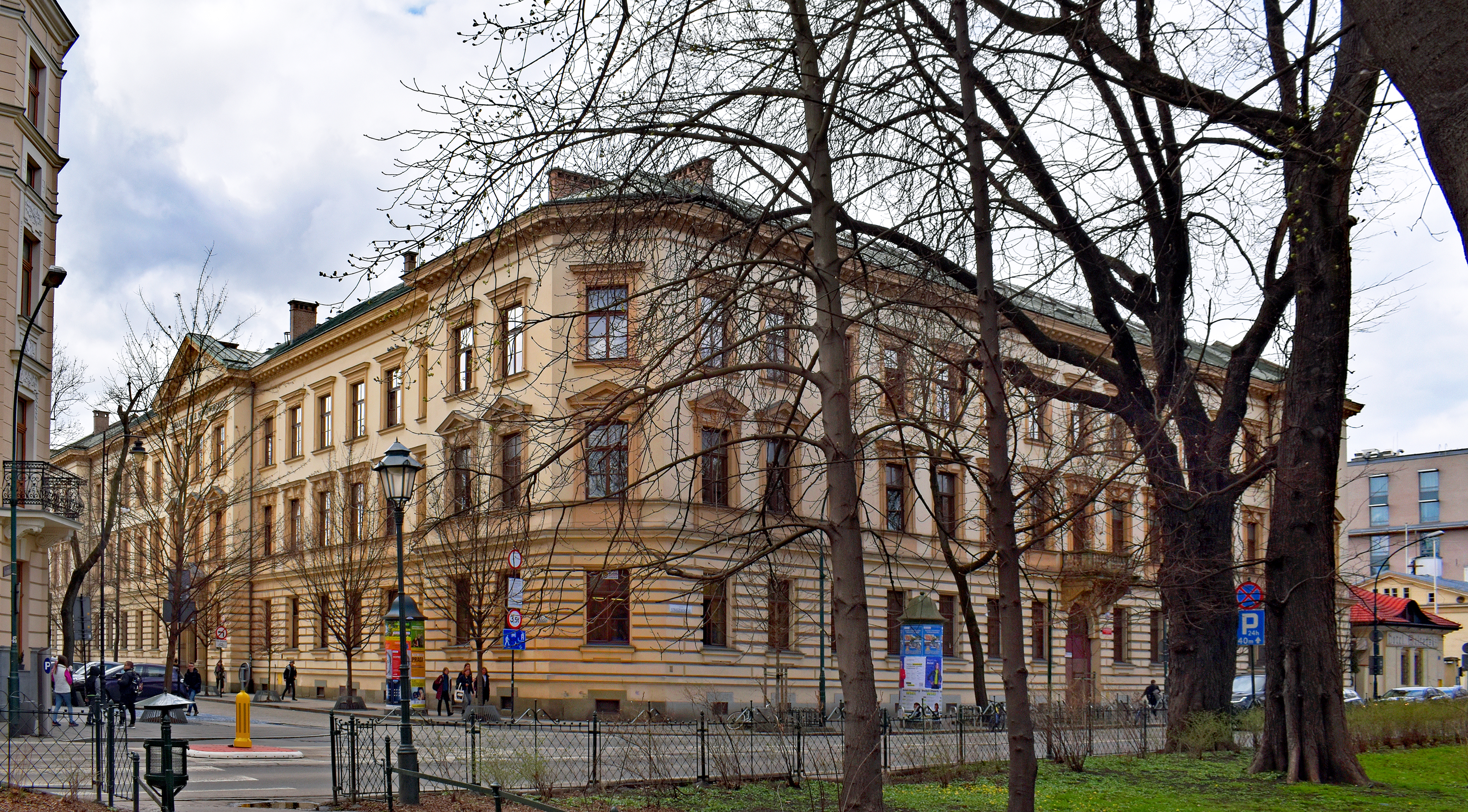
ul. Straszewskiego 13 I Liceum Ogólnokształcące im. B. Nowodworskiego
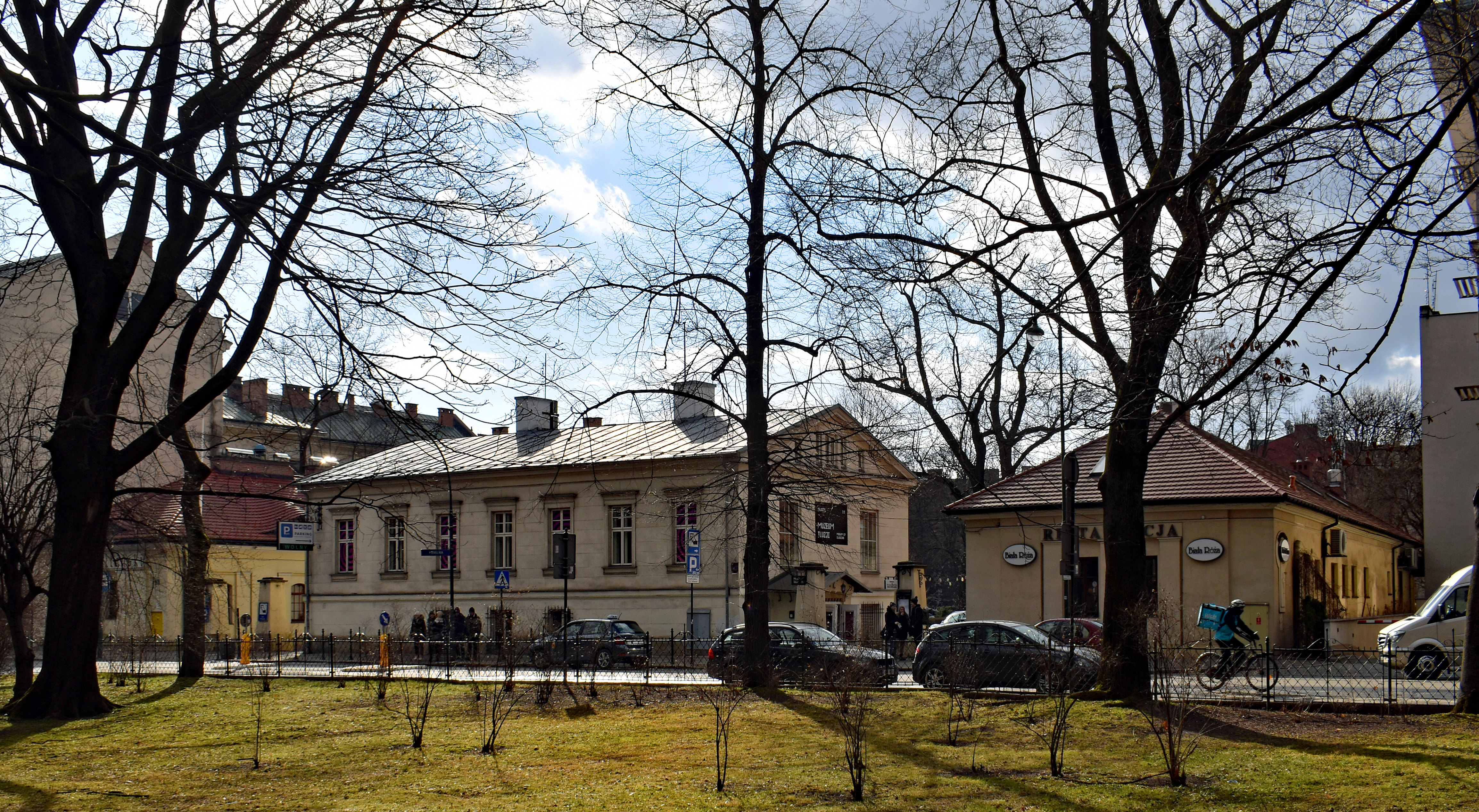
ul. Straszewskiego 14-16 Dwór Potockich (Biały Dworek)
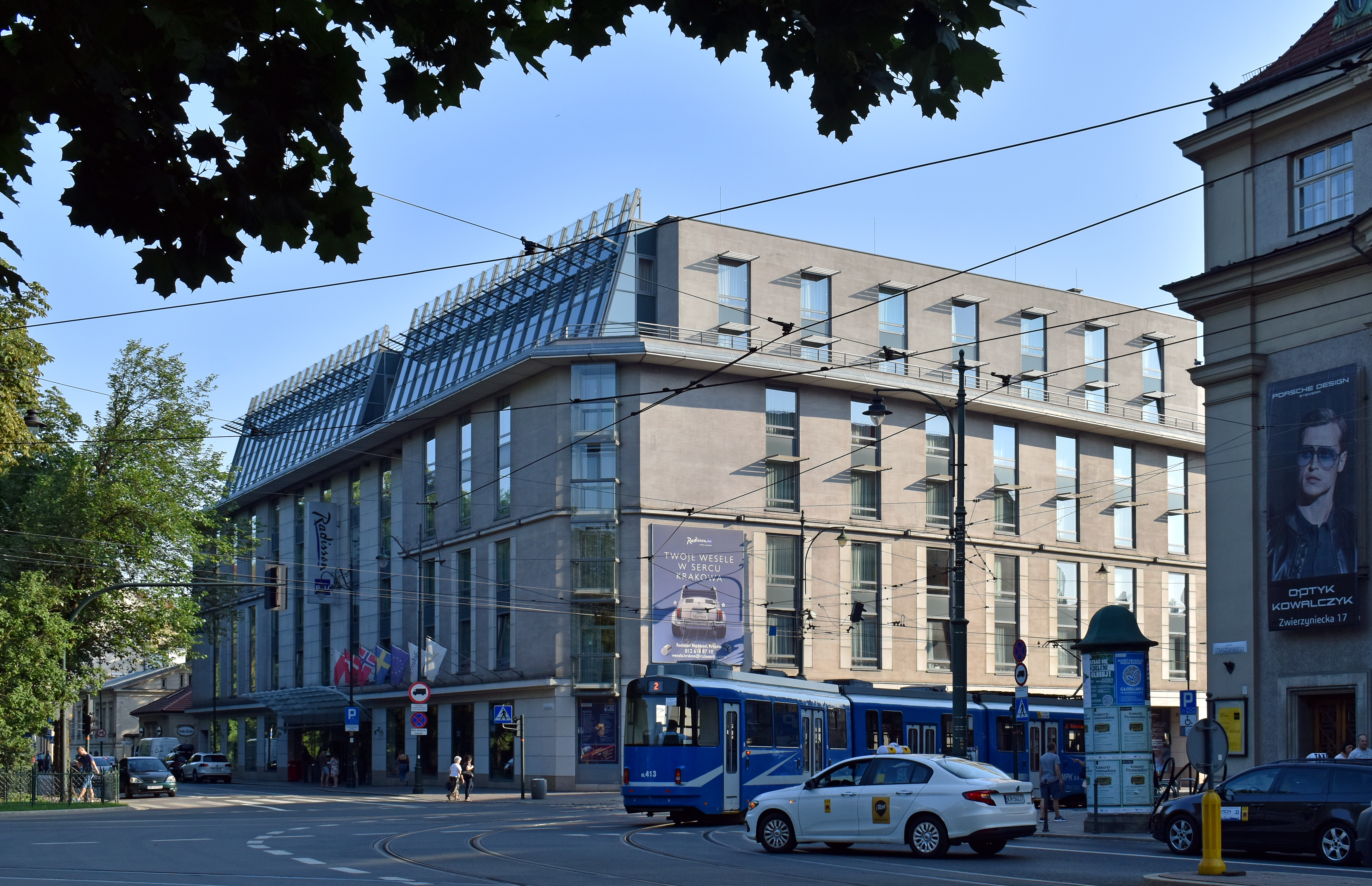
ul. Straszewskiego 17 Radisson Blu Hotel Kraków
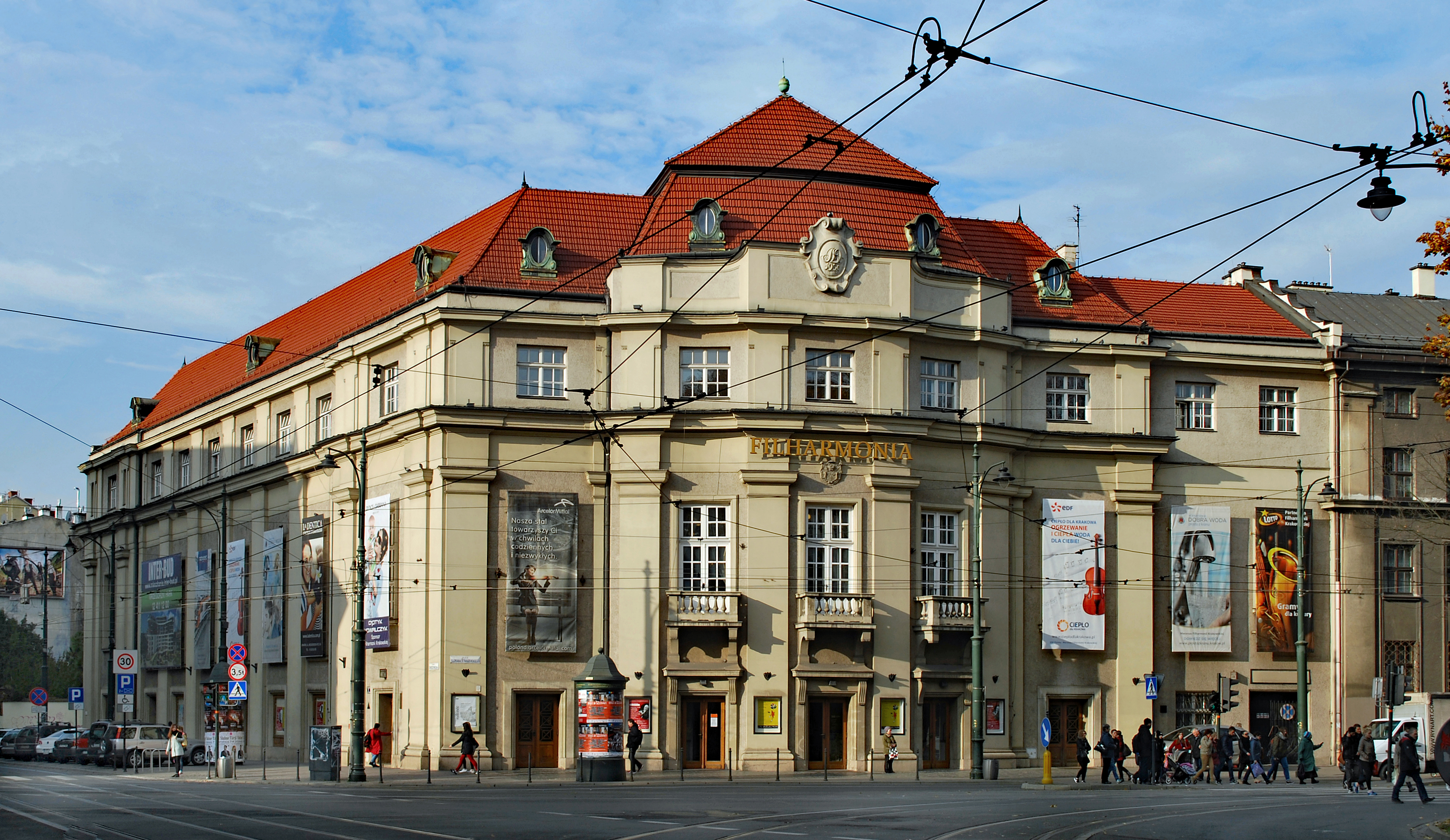
ul. Straszewskiego 18 Filharmonia Krakowska
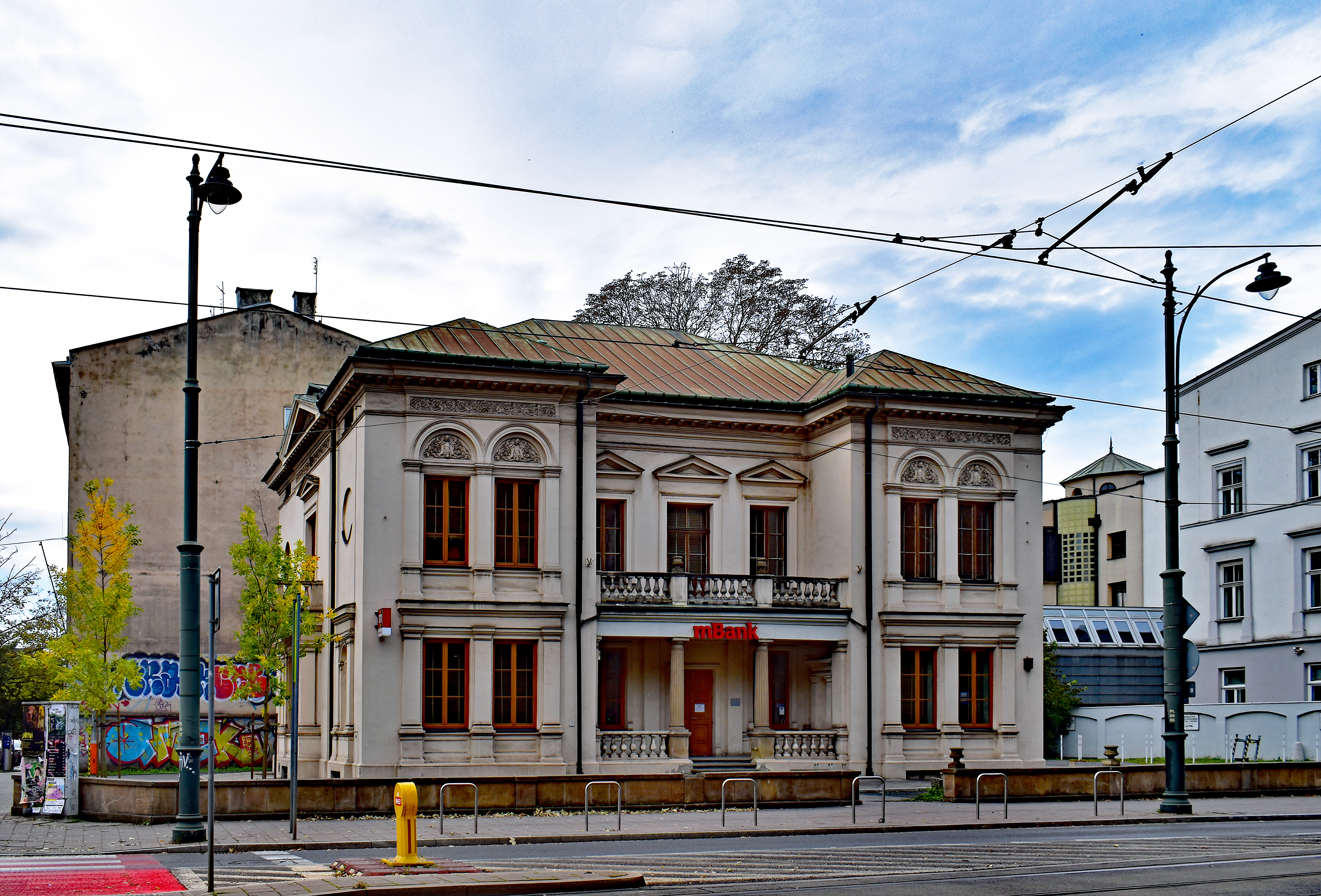
ul. Straszewskiego 20 Pałac Czarkowskich
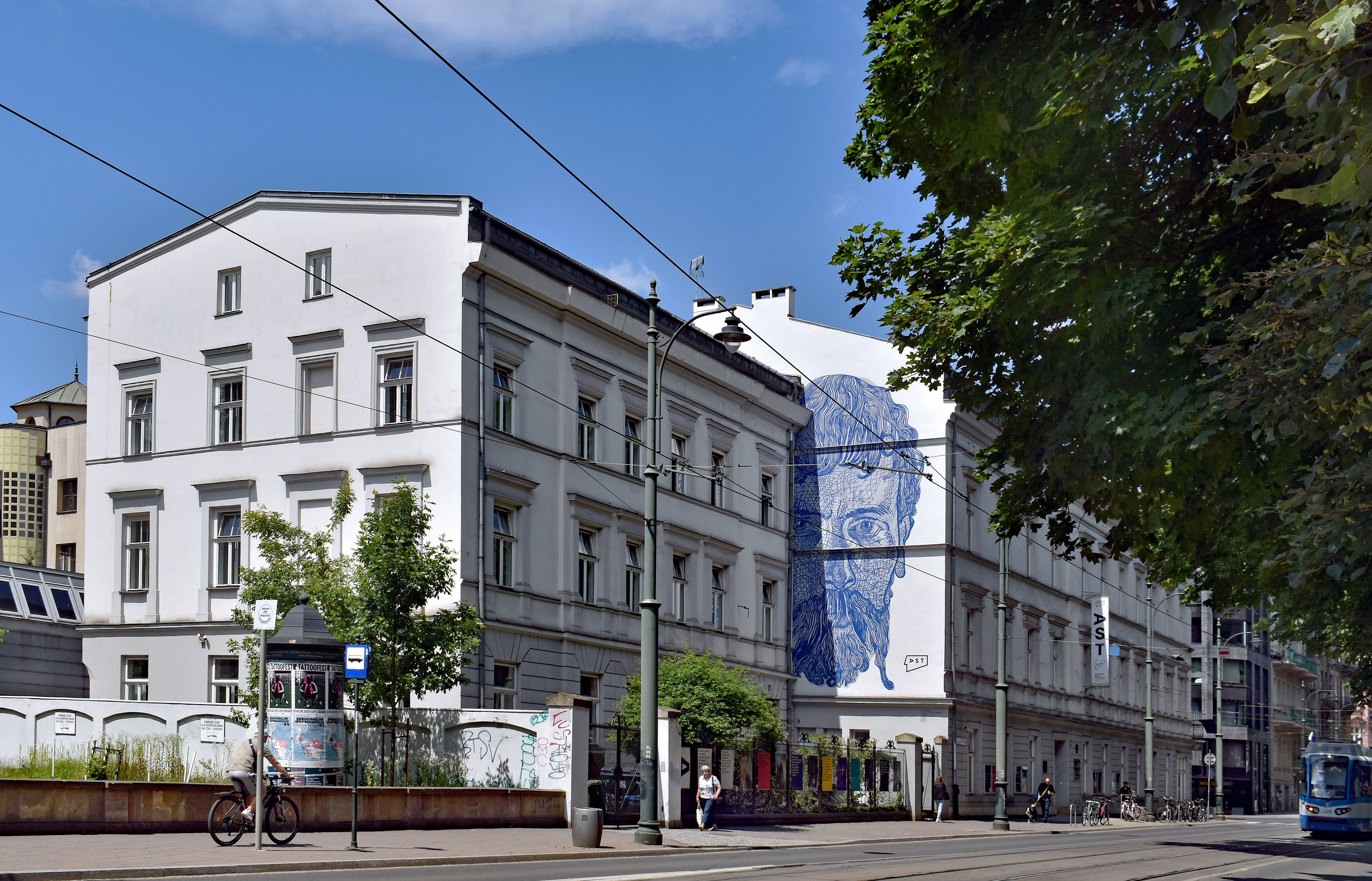
ul. Straszewskiego 21–22 Budynki Akademii Sztuk Teatralnych im. Stanisława Wyspiańskiego
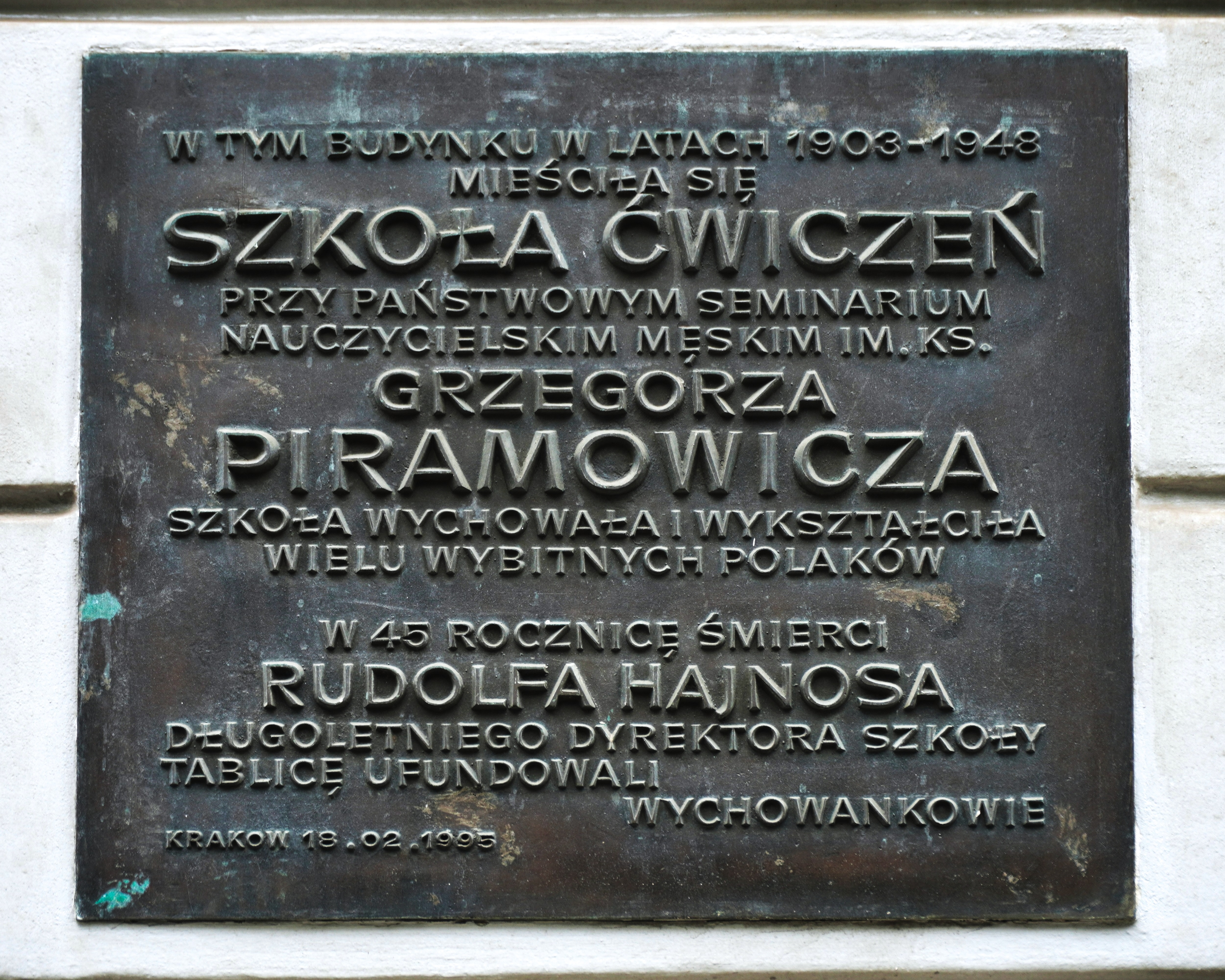
ul. Straszewskiego 22 Tablica upamiętniająca dawną Szkołę Ćwiczeń przy Państwowym Seminarium Nauczycielskim Męskim im. ks. Grzegorza Piramowicza
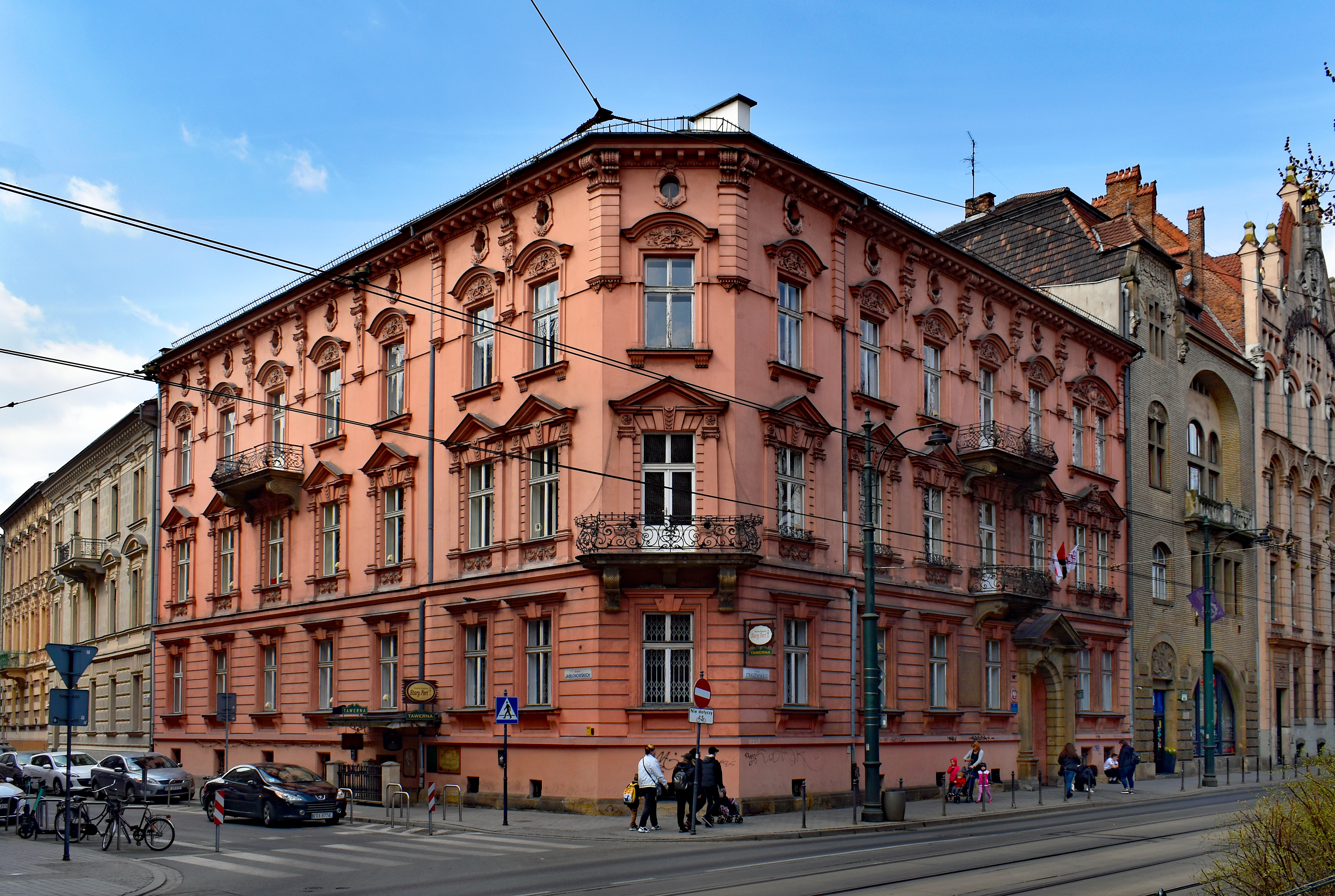
ul. Straszewskiego 27 Dom im. Hussarzewskich
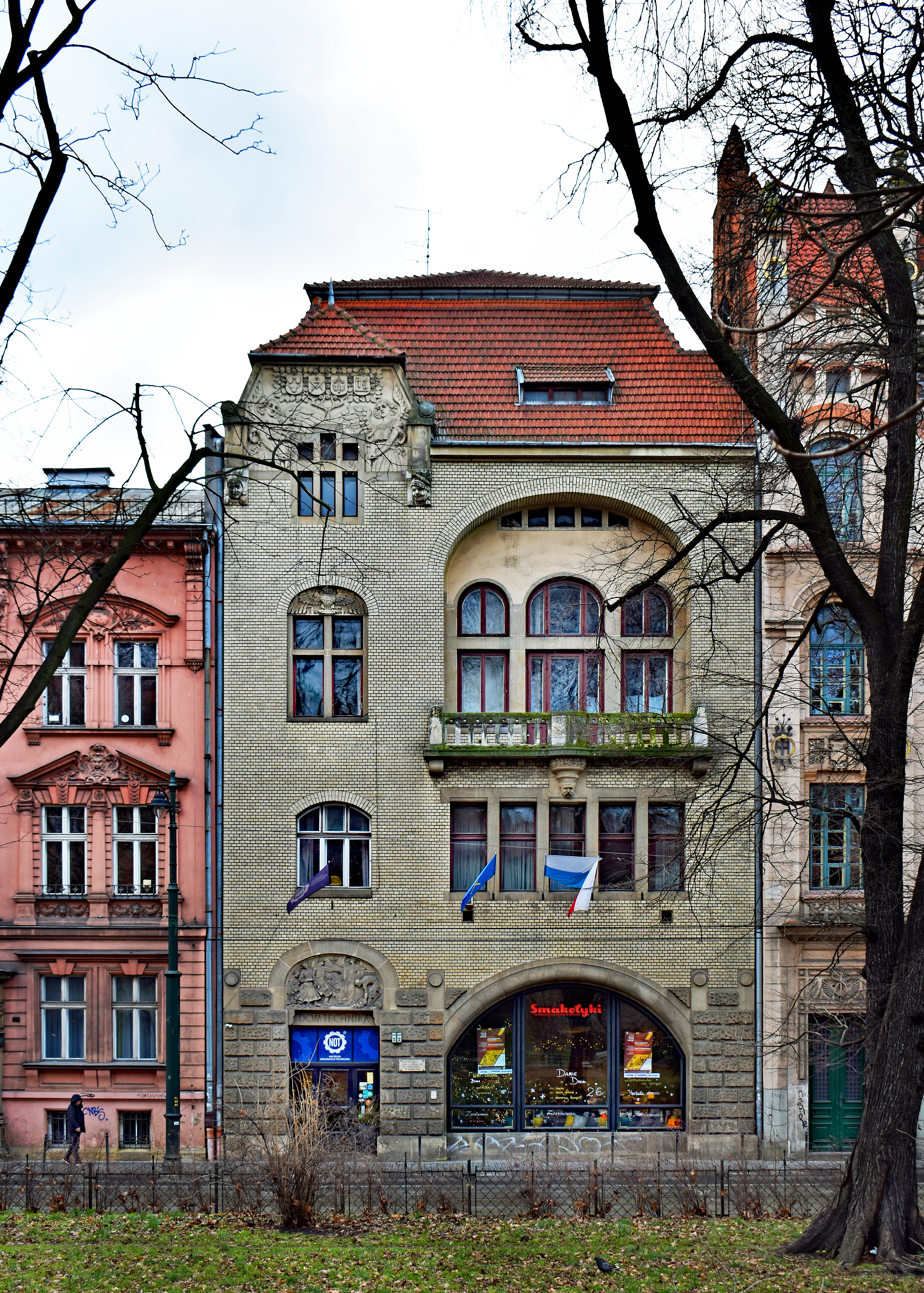
ul. Straszewskiego 28 Dom Technika
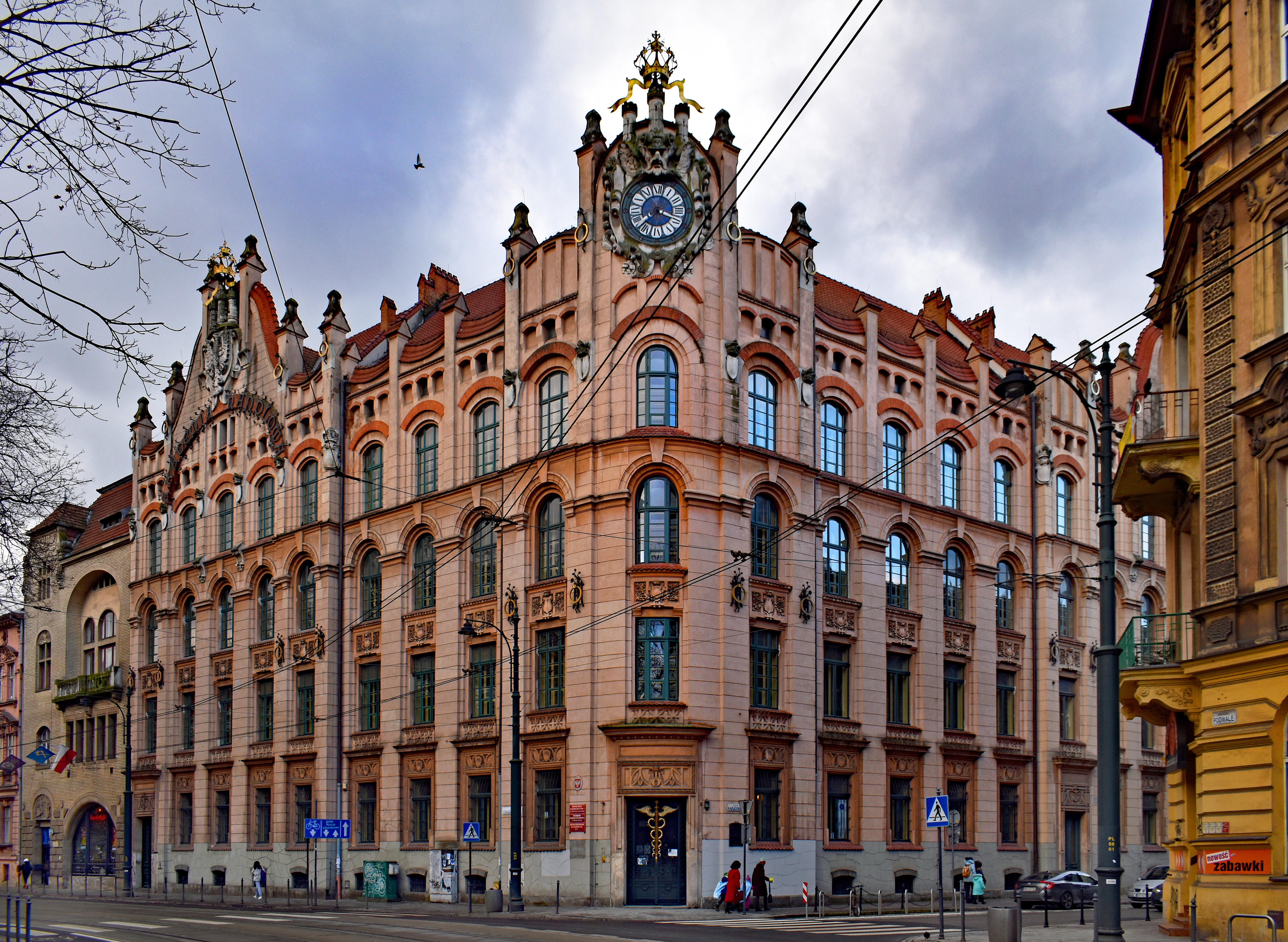
ul. Straszewskiego 29 (ul. Kapucyńska 2) Budynek dawnej Akademii Handlowej